# Труд (Алейский район)
Труд (также известен как Карпеновка) — упразднённый посёлок в Алейском районе Алтайского края России. На момент упразднения входил в состав Алейского сельсовета. Исключён из учётных данных в 1982 году.

## География
Посёлок находился в центральной части края, на правом берегу реки Алей, на расстоянии приблизительно 3 километров (по прямой) к юго-востоку от села Красный Яр.

### Климат
Резко континентальный. Средняя температура января −17,6 °С, июля — +20 °С. Годовое количество осадков — 440 мм.

## История
Основан в 1923 г. В 1928 году посёлок Карпенковский состоял из 60 хозяйства. В административном отношении входил в состав Краснояровского сельсовета Алейского района Барнаульского округа Сибирского края.
В 1930-е годы в посёлке организован колхоз «Большое зерно».
Переименован в Труд не позже 1943 года.

## Население
В 1926 году в посёлке проживал 381 человек (188 мужчин и 193 женщины), основное население — украинцы.